# Naturschutzgebiet 'Urlesbachtal'
Naturschutzgebiet 'Urlesbachtal' este o arie protejată (arie specială de conservare — SAC, sit de importanță comunitară — SCI) din Germania întinsă pe o suprafață de 24,11 ha, integral pe uscat.

## Localizare
Centrul sitului Naturschutzgebiet 'Urlesbachtal' este situat la coordonatele 50°07′55″N 10°24′24″E / 50.1319°N 10.4067°E.

## Înființare
Situl Naturschutzgebiet 'Urlesbachtal' a fost declarat sit de importanță comunitară în martie 2001 pentru a proteja 3 specii de animale. Situl a fost protejat și ca arie specială de conservare în aprilie 2016.

## Biodiversitate
Situată în ecoregiunea continentală, aria protejată conține 4 habitate naturale: Pajiști cu Molinia pe soluri calcaroase, turboase sau argilos-nămoloase (Molinion caeruleae), Fânețe de joasă altitudine (Alopecurus pratensis, Sanguisorba officinalis), Păduri de stejar și carpen Galio-Carpinetum, Păduri aluvionare cu Alnus glutinosa și Fraxinus excelsior (Alno-Padion, Alnion incanae, Salicion albae).
La baza desemnării sitului se află mai multe specii protejate:
- păsări (2): ciocănitoarea de stejar (Dendrocopos medius), muscar-gulerat (Ficedula albicollis)
- nevertebrate (1): phengaris nausithous (Maculinea nausithous)